# УСТ Хортиця (Оберсдорф)
УСТ «Хортиця» (Українське Спортове Товариство «Хортиця») — українське спортивне товариство з німецького поселення Оберсдорф.
УСТ «Хортиця» (Оберсдорф/Альгой) засноване 12 квітня 1946 року в українському таборі (160 осіб, 67 членів товариства). Головою УСТ був Володимир Саляк.
Діючі секції: футбол, волейбол чоловіків і жінок, настільний теніс, туризм. Волейболістки змагалися в обласній лізі.
3 вересня 1946 року табір перевезено до мішаного табору Люттензее в Міттенвальді, в якому товариство, не маючи умов продовжувати діяльність, 3 червня 1947 р. зліквідувалося.